# Municipios del cantón de Vaud

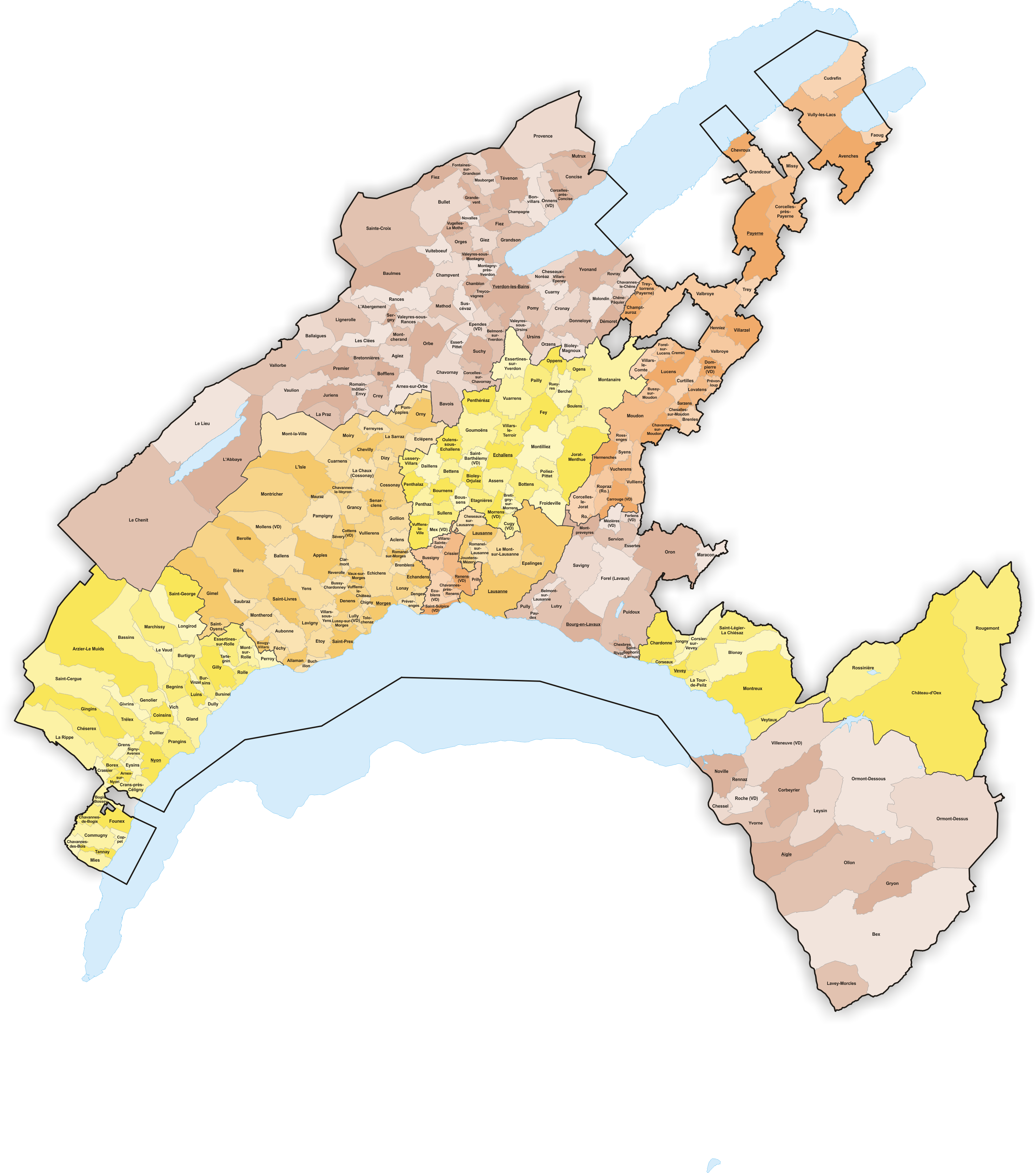
Municipios en el cantón de Vaud

Hay 318 municipios en el cantón de Vaud, Suiza, (a partir de enero de 2013). Vaud es el segundo cantón con más municipios (después de Bern).

## Lista
| - Aclens - Agiez - Aigle - Allaman - Apples - Arnex-sur-Nyon - Arnex-sur-Orbe - Arzier - Assens - Aubonne - Avenches - Ballaigues - Ballens - Bassins - Baulmes - Bavois - Begnins - Belmont-sur-Lausanne - Belmont-sur-Yverdon - Bercher - Berolle - Bettens - Bex - Bière - Bioley-Magnoux - Bioley-Orjulaz - Blonay - Bofflens - Bogis-Bossey - Bonvillars - Borex - Bottens - Bougy-Villars - Boulens - Bourg-en-Lavaux - Bournens - Boussens - Bremblens - Brenles - Bretigny-sur-Morrens - Bretonnières - Buchillon - Bullet - Bursinel - Bursins - Burtigny - Bussigny-près-Lausanne - Bussy-Chardonney - Bussy-sur-Moudon - Carrouge - Chamblon - Champagne - Champtauroz - Champvent - Chardonne - Château-d'Oex - Chavannes-de-Bogis - Chavannes-des-Bois - Chavannes-le-Chêne - Chavannes-le-Veyron - Chavannes-près-Renens - Chavannes-sur-Moudon - Chavornay - Chêne-Pâquier - Chesalles-sur-Moudon - Cheseaux-Noréaz - Cheseaux-sur-Lausanne - Chéserex - Chessel - Chevilly - Chevroux - Chexbres - Chigny - Clarmont - Coinsins - Commugny - Concise - Coppet - Corbeyrier - Corcelles-le-Jorat - Corcelles-près-Concise - Corcelles-près-Payerne - Corcelles-sur-Chavornay - Corseaux - Corsier-sur-Vevey - Cossonay - Cottens - Crans-près-Céligny - Crassier - Cremin - Crissier - Cronay - Croy - Cuarnens - Cuarny - Cudrefin - Cugy - Curtilles - Daillens - Démoret - Denens - Denges - Dizy - Dompierre - Donneloye - Duillier | - Dully - Echallens - Echandens - Echichens - Eclépens - Ecublens - Epalinges - Ependes - Essert-Pittet - Essertes - Essertines-sur-Rolle - Essertines-sur-Yverdon - Etagnières - Etoy - Eysins - Faoug - Féchy - Ferlens - Ferreyres - Fey - Fiez - Fontaines-sur-Grandson - Forel - Forel-sur-Lucens - Founex - Froideville - Genolier - Giez - Gilly - Gimel - Gingins - Givrins - Gland - Gollion - Goumoëns - Grancy - Grandcour - Grandevent - Grandson - Grens - Gryon - Henniez - Hermenches - Jongny - Jorat-Menthue - Jouxtens-Mézery - Juriens - L'Abbaye - L'Abergement - L'Isle - La Chaux - La Praz - La Rippe - La Sarraz - La Tour-de-Peilz - Lausanne - Lavey-Morcles - Lavigny - Le Chenit - Le Lieu - Le Mont-sur-Lausanne - Le Vaud - Les Clées - Leysin - Lignerolle - Lonay - Longirod - Lovatens - Lucens - Luins - Lully - Lussery-Villars - Lussy-sur-Morges - Lutry - Maracon - Marchissy - Mathod - Mauborget - Mauraz - Mex - Mézières - Mies - Missy - Moiry - Mollens - Molondin - Mont-la-Ville - Mont-sur-Rolle - Montagny-près-Yverdon - Montanaire - Montcherand - Montherod - Montilliez - Montpreveyres - Montreux - Montricher - Morges - Mollens - Moudon - Mutrux - Novalles - Noville - Nyon - Ogens - Ollon - Onnens | - Oppens - Orbe - Orges - Ormont-Dessous - Ormont-Dessus - Orny - Oron - Orzens - Oulens-sous-Echallens - Pailly - Pampigny - Paudex - Payerne - Penthalaz - Penthaz - Penthéréaz - Perroy - Poliez-Pittet - Pompaples - Pomy - Prangins - Premier - Préverenges - Prévonloup - Prilly - Provence - Puidoux - Pully - Rances - Renens - Rennaz - Reverolle - Rivaz - Roche - Rolle - Romainmôtier-Envy - Romanel-sur-Lausanne - Romanel-sur-Morges - Ropraz - Rossenges - Rossinière - Rougemont - Rovray - Rueyres - Saint-Barthélemy - Saint-Cergue - Saint-George - Saint-Légier-La Chiésaz - Saint-Livres - Saint-Oyens - Saint-Prex - Saint-Saphorin - Saint-Sulpice - Sainte-Croix - Sarzens - Saubraz - Savigny - Senarclens - Sergey - Servion - Sévery - Signy-Avenex - Suchy - Sullens - Suscévaz - Syens - Tannay - Tartegnin - Tévenon - Tolochenaz - Trélex - Trey - Treycovagnes - Treytorrens - Ursins - Valbroye - Valeyres-sous-Montagny - Valeyres-sous-Rances - Valeyres-sous-Ursins - Vallorbe - Vaulion - Vaux-sur-Morges - Vevey - Veytaux - Vich - Villars-Epeney - Villars-le-Comte - Villars-le-Terroir - Villars-Sainte-Croix - Villars-sous-Yens - Villarzel - Villeneuve - Vinzel - Vuarrens - Vucherens - Vufflens-la-Ville - Vufflens-le-Château - Vugelles-La Mothe - Vuiteboeuf - Vulliens - Vullierens - Vully-les-Lacs - Yens - Yverdon-les-Bains - Yvonand - Yvorne |

## Fusiones
El 1 de enero de 1961:
- Los municipios de Bussy-sur-Morges y Chardonney-sur-Morges se fusionaron para formar Bussy-Chardonney

El 1 de enero de 1970:
- Los municipios de Lavey y Morcles se fusionaron para formar Lavey-Morcles

El 1 de enero de 1970:
- Los municipios de Romainmôtier y Envy se fusionaron para formar Romainmôtier-Envy.

El 1 de enero de 1999:
- Los municipios de Lussery y Villars-Lussery se fusionaron para formar Lussery-Villars.

El 1 de enero de 2002:
- Los municipios de Champmartin y Cudrefin se fusionaron bajo el nombre de Cudrefin.

El 1 de enero de 2003:
- Los municipios de La Rogivue y Maracon formaron el municipio Maracon.

El 1 de enero de 2005:
- Los municipios de Arrissoules y Rovray formaron el municipio Rovray.

El 1 de enero de 2006:
- Los municipios de Villarzel, Rossens y Sédeilles se fusionaron para formar Villarzel.

El 1 de enero de 2006:
- Los municipios de Avenches y Donatyre se fusionaron para formar Avenches.

El 1 de enero de 2008:
- Los municipios de Donneloye, Gossens y Mézery-près-Donneloye se fusionaron para formar Donneloye

El 1 de enero de 2009:
- Los municipios de Assens  y Malapalud se fusionaron para formar Assens.

El 1 de julio de 2011:
- Los municipios de Aubonne y Pizy se fusionaron para formar Aubonne
- Los municipios de Avenches y Oleyres se fusionaorn para formar Avenches
- Los municipios de Bellerive, Chabrey, Constantine, Montmagny, Mur, Vallamand y Villars-le-Grand se fusionaron para formar Vully-les-Lacs
- Los municipios de Dommartin, Naz, Poliez-le-Magníficos y Sugnens se fusionaron para formar Montilliez
- Los municipios de Éclagnens, Goumoens-la-Ville y Goumoens-le-Jux se fusionaron para formar Goumoëns
- Los municipios de Montaubion-Chardonney, Peney-le-Jorat, Sottens, Villars-Mendraz y Villars-Tiercelin se fusionaron para formar Jorat-Menthue
- Los municipios de Fontanezier, Romairon, Vaugondry y Villars-Burquin se fusionaron para formar Tévenon
- Los municipios de Cully, Epesses, Grandvaux, Riex y Villette (Lavaux) se fusionaron para formar Bourg-en-Lavaux
- Los municipios de Colombier, Echichens, Monnaz y Santos-Saphorin-sur-Morges se fusionaron para formar Echichens
- Los municipios de Lucens y Oulens-sur-Lucens se fusionaron para formar Lucens
- Los municipios de Cerniaz, Combremont-le-Magníficos, Combremont-le-Petit, Granges-près-Marnand, Marnand, Sassel, Seigneux y Villars-Bramard se fusionaron para formar Valbroye
- Los municipios de Gressy y Yverdon-les-Bains se fusionaron para formar Yverdon-les-Bains

El 1 de enero de 2012:
- Los municipios de Bussigny-sur-Oron, Châtillens, Chesalles-sur-Oron, Ecoteaux, Oron-la-Ville, Oron-le-Châtel, Palézieux, Les Tavernes, Les Thioleyres y Vuibroye se fusionaron para formar Oron

El 1 de enero de 2013:
- Los municipios de Chapelle-sur-Moudon, Correvon, Denezy, Martherenges, Neyruz-sur-Moudon, Peyres-Possens, Santos-Cierges, Thierrens y Chanéaz se fusionaron para formar Montanaire